# Boris Bigajew
Boris Gieorgijewicz Bigajew (ros. Борис Георгиевич Бигаев, ur. 22 lipca 1951) – radziecki zapaśnik walczący w stylu wolnym. Mistrz Europy w 1978; trzeci w 1976 i 1983. Drugi w Pucharze Świata w 1977. Wicemistrz ZSRR w 1978, 1982; trzeci w 1974, 1976, 1977, 1980 i 1981 roku.